# Högharun (vid Vänö, Kimitoön)
Högharun är en ö i Finland. Den ligger i Skärgårdshavet och i kommunen Kimitoön i den ekonomiska regionen  Åboland i landskapet Egentliga Finland, i den sydvästra delen av landet. Ön ligger omkring 61 kilometer söder om Åbo och omkring 150 kilometer väster om Helsingfors. Högharun ligger 9 meter över havet.
Öns area är 3,1 hektar och dess största längd är 290 meter i sydväst-nordöstlig riktning.